# 1954 a jogalkotásban
1954-ben az alábbi jogszabályokat alkották meg:

## Magyarország

### Törvények (11)
- 1954. évi I. törvény 	 a lakosság bejelentéseinek intézéséről
- 1954. évi II. törvény 	 a Magyar Népköztársaság bírósági szervezetéről
- 1954. évi III. törvény 	 a város- és községgazdálkodási minisztérium felállításáról
- 1954. évi IV. törvény 	 a Magyar Népköztársaság 1954. évi költségvetéséről és az 1953. évi költségvetés végrehajtásáról szóló jelentés jóváhagyásáról
- 1954. évi V. törvény 	 a büntető perrendtartásról szóló 1951. évi III. törvény módosításáról
- 1954. évi VI. törvény 	 a polgári perrendtartásról szóló 1952. évi III. törvény módosításáról
- 1954. évi VII. törvény 	 belkereskedelmi minisztérium és külkereskedelmi minisztérium felállításáról
- 1954. évi VIII. törvény 	 a Magyar Népköztársaság Alkotmányának módosításáról
- 1954. évi IX. törvény 	 a tanácsok tagjainak választásáról
- 1954. évi X. törvény 	 a tanácsokról
- 1954. évi XI. törvény 	 az Ideiglenes Nemzetgyűlés történelmi jelentőségének törvénybe iktatásáról

### Törvényerejű rendeletek  (33)
- Forrás: Törvényerejű rendeletek teljes listája (1949 - 1989)
- 1954. évi 1. tvr. a magyar-bolgár növényegészségügyi egyezmény közzétételéről (jan. 15.)[1]
- 1954. évi 2. tvr. a Magyar Népköztársaság és a Bolgár Népköztársaság között a polgári és bűnügyi jogsegély tárgyában Budapesten, az 1953. évi augusztus hó 8. napján kötött  szerződés kihirdetéséről (jan. 31.)
- 1954. évi 3. tvr. a pénzügyi és vámbűntettekről, valamint szabálysértésekről (febr. 24.)
- 1954. évi 4. tvr. a műszaki emlékek védelméről (febr. 24.)
- 1954. évi 5. tvr. a „Magyar Népköztársaság kiváló művésze” és a „Magyar Népköztársaság érdemes művésze” cím adományozásának időpontjáról (márc. 24.)
- 1954. évi 6. tvr. az állami begyűjtéssel kapcsolatos feladatok ellátásáról (márc. 24.)
- 1954. évi 7. tvr. az Idegen Nyelvek Főiskolája megszűnéséről (márc. 24.)
- 1954. évi 8. tvr. a dolgozók egységes társadalombiztosítási nyugdíjáról szóló 1951. évi 30. tvr. módosításáról (márc. 24.)
- 1954. évi 9. tvr. az igazgatási területszervezésről (ápr. 21.)
- 1954. évi 10. tvr. a Brüsszelben 1952. évi július hó 11. napján aláírt Egyetemes Posta-egyezmény kihirdetéséről (ápr. 21.)
- 1954. évi 11. tvr. a Magyar Népköztársaság ügyészségéről szóló 1953. évi 13. tvr. módo-sításáról (máj. 4.)
- 1954. évi 12. tvr. az ország területének elhagyására vonatkozó büntető rendelkezések kiegé-szítéséről (máj.12.)
- 1954. évi 13. tvr. a múzeumokról és műemlékekről szóló 1949. évi 13. tvr. kiegészítéséről és módosításáról (máj. 12.)
- 1954. évi 14. tvr. a kisiparosok ipargyakorlásáról szóló 1953. évi 14. tvr. kiegészítéséről (máj. 12.)
- 1954. évi 15. tvr. az Egyesült Nemzetek Nevelésügyi, Tudományos és Kulturális Szervezete alkotmányáról (jún. 2.)
- 1954. évi 16. tvr. a vámjog szabályozásáról (jún. 9.)
- 1954. évi 17. tvr. a büntető perrendtartás módosításáról szóló 1954. évi V. törvény hatálybalépéséről és végrehajtásáról (júl. 15.)
- 1954. évi 18. tvr. a polgári perrendtartás módosításáról szóló 1954. évi VI. törvény hatálybalépéséről és végrehajtásáról (júl. 15.)
- 1954. évi 19. tvr. a közügyektől eltiltás szabályainak módosításáról (júl. 15.)
- 1954. évi 20. tvr. Mezőgazdasági Gépészmérnöki Főiskola létesítéséről (júl. 29.)
- 1954. évi 21. tvr. Mosonmagyaróvárott és Keszthelyen Mezőgazdasági Akadémia létesítéséről (júl. 29.)
- 1954. évi 22. tvr. a helyi tanácsok tagjainak választásával kapcsolatos egyes kérdésekről (júl. 30.)
- 1954. évi 23. tvr. a fiatalkorúakra vonatkozó büntetőjogi rendelkezések módosításáról (aug. 6.)
- 1954. évi 24. tvr. a kisiparosok ipargyakorlásáról szóló 1953. évi 14. tvr. módosításáról (aug. 6.)
- 1954. évi 25. tvr. az orvostudományi és gyógyszerészeti tudományi aspiránsképzésről (szept. 2.)
- 1954. évi 26. tvr. a jogszabályok közzétételéről és hatálybalépéséről (szept. 4.)
- 1954. évi 27. tvr. a Külügyi Főiskola megszüntetéséről (szept. 14.)[2]
- 1954. évi 28. tvr. a dolgozók társadalombiztosítási nyugdíjáról (szept. 23.)
- 1954. évi 29. tvr. új minisztériumok felállításáról (okt. 10.)
- 1954. évi 30. tvr. az Állami Gazdaságok Minisztériuma és az Országos Erdészeti Főigaz-gatóság felállításáról (okt. 31.)
- 1954. évi 31. tvr. a tanácsok tagjainak választása alkalmával Országos Választási Elnökség alakításáról (nov. 14.)
- 1954. évi 32. tvr. a háború áldozatainak védelmére vonatkozóan Genfben, az 1949. évi augusztus hó 12. napján kelt nemzetközi egyezményeknek a Magyar Népköztársaságban való törvényerejéről (nov. 26.)
- 1954. évi 33. tvr. a Minisztertanács részére az 1955. éves tervek megalkotására adott felhatalmazásról (dec. 17.)

### Minisztertanácsi rendeletek
- 3/1954. (I. 15.) MT rendelet a növendékmarhák után járó adókedvezményről szóló 26/1952. (IV. 8.) M. T. számú rendelet módosításáról[1]
- 46/1954. (VIII. 1.) MT rendelet a polgári perrendtartásról szóló 1952. évi III. törvény hatálybaléptetése tárgyában kibocsátott 105/1952. (XII. 28.) MT rendelet módosításáról

## Egyéb fontosabb jogszabályok

### Miniszteri rendeletek
- 1/1954. (III. 26.) IM rendelet a bíróságok, az államigazgatási szervek és a döntőbizottságok közötti hatásköri viták eldöntéséről
- 4/1954. (III. 27.) BgyM rendelet a szállítási kötelezettséget elmulasztó szerződéses sertéshizlalók és tenyésztők kártérítési felelősségéről
- 3/1954. (IX. 18.) PM rendelet A vízjogi eljárási illetékről[3]
- 5/1954. (IX. 18.) Bgy. M. rendelet Az állami begyűjtés céljára átadott napraforgómag utáni természetbeni juttatások szabályozásáról[3]
- 4/1954. (XI. 27.) Kip. M. rendelet a helyi ipari vállalatok és kisipari szövetkezetek ipari tanuló tartásáról[4]

### Minisztertanácsi határozatok
- 1074/1954. (IX. 14.) Mt. h. Egyes területszervezési változásokról[2]
- 1075/1954. (IX. 14.) Mt. h. A téti járás megszüntetéséről [2]
- 1076/1954. (IX. 18.) Mt. h. A búza lisztkiőrlési arányáról [3]
- 1077/1954. (IX. 21.) Mt. h. Az iparvállalatok igazgatóinak jogairól és kötelezettségeiről [5]
- 2111/1954. (IX. 15.) Mt. h. A gyermek- és ifjúságvédelem egyes szervezési kérdéseiről[6]
- 2126/1954. (IX. 15.) Mt. h. A szociális igazgatás racionalizálásáról[6]

### Nemzetközi szerződések
- 1954. szeptember 28-án New Yorkban létrejött egyezmény a Hontalan Személyek jogállásáról